# Amélie Thöle
Amélie Thöle (* 31. August 2003 in Schwabach) ist eine deutsche Fußballspielerin.

## Karriere

### Vereine
Thöle begann im Alter von zwölf Jahren in der Juniorenfördergemeinschaft Wendelstein mit dem Fußballspielen. Für die U13-Mannschaft bestritt sie in der Saison 2015/16 20 Punktspiele in der Bezirksoberliga Bayern, in denen sie ein Tor erzielte. In der Folgesaison spielte sie für die U15-Mannschaft in der Kreisliga Neumarkt/Jura, für deren zweite Mannschaft sie 16 Punktspiele bestritt.
Von 2017 bis 2019 war sie in der Bayernliga für die erste Mannschaft in 32 Punktspielen aktiv, wobei ihr ein Tor gelang.
Zur Saison 2019/20 wurde sie vom FC Ingolstadt 04 verpflichtet, für den sie am 23. Februar 2020 (15. Spieltag) beim 2:2-Unentschieden im Heimspiel gegen Eintracht Frankfurt II mit Einwechslung für Alea Röger ab der 81. Minute in der 2. Bundesliga und im Seniorinnenbereich debütierte. Bis zum Saisonende 2020/21 bestritt sie weitere 17 Punktspiele, in denen sie torlos blieb; zudem zwei Pokalspiele.
Zur Saison 2021/22 wurde sie vom Zweitligisten 1. FC Nürnberg verpflichtet, für den sie bis zum Saisonende 2022/23 mit zwei Toren in 51 Punktspielen zum zweiten Platz und damit zum zweiten Aufstieg des Vereins seit 1999 in die Bundesliga beitrug. Zudem kam sie in insgesamt fünf Spielen des DFB-Pokalwettbewerbs zum Einsatz. Ihr Bundesligadebüt gab sie am 30. September 2023 (2. Spieltag) bei der 0:6-Niederlage im Auswärtsspiel gegen Bayer 04 Leverkusen.

### Auswahl-/Nationalmannschaft
Thöle nahm in den Jahren 2018 und 2019 als Spielerin der Auswahlmannschaft des Bayerischen Fußball-Verbandes am Sichtungsturnier um den DFB-Länderpokal an der Sportschule Wedau in Duisburg teil. Sowohl für die  U16-, als auch für die U18-Auswahlmannschaft bestritt sie jeweils acht Turnierspiele.
Als Nationalspielerin debütierte sie für die U16-Nationalmannschaft, die am 7. und 9. Mai 2019 in Clairefontaine aus zwei Vergleichen mit der U16-Nationalmannschaft Frankreichs mit 3:0 und 1:0 als Sieger hervorging. Beide Male kam sie jeweils zur zweiten Spielzeit als Einwechselspielerin (für Camilla Küver und für Eva Holtmeyer) zum Einsatz.

## Erfolge
- Zweiter der 2. Bundesliga und Aufstieg in die Bundesliga: 2023 und 2025